# Elecciones federales de Australia de 1966
El sábado 26 de noviembre de 1966 se celebraron elecciones federales en Australia, en las que se renovó Cámara de Representantes.

## Resultados
|  | Partido                       | Votos     | %     | +/-   | Escaños | +/- |
|  | Partido Liberal de Australia  | 2.291.964 | 40.14 | +3.05 | 61      | +9  |
|  | Partido Laborista Australiano | 2.282.834 | 39.98 | -5.49 | 41      | -9  |
|  | Partido Nacional del Campo    | 561.926   | 9.84  | +0.90 | 21      | +1  |
|  | Democratic Labor Party        | 417.411   | 7.31  | -0.13 | 0       | 0   |
|  | Independientes                | 82.948    | 1.45  | +1.04 | 1       | +1  |
|  | Otros                         | 72.666    | 1.27  |       | 0       | 0   |
|  | Total                         | 5.709.749 |       |       | 124     | +2  |
|  | Coalición Liberal- Nacional   |           | 56.90 | +4.30 | 82      | +10 |
|  | Partido Laborista Australiano |           | 43.10 | -4.30 | 41      | -9  |